# Moncton
Moncton è una città del Canada, nella provincia del Nuovo Brunswick, con 69 074 abitanti (2011). La sua area metropolitana ne conta 138 644 (2011) ed è una delle prime trenta del Canada, comprendendo anche Dieppe e Riverview. Moncton è un centro urbano bilingue: l'inglese e il francese sono entrambe riconosciute come lingue ufficiali. Un terzo circa della popolazione utilizza il francese nei suoi rapporti familiari, il resto l'inglese e, in minor misura, altri idiomi parlati dagli immigrati asiatici ed europei.

## Geografia fisica

### Territorio
Si trova nella contea del Westmorland, nella parte sud-orientale della provincia, a circa 55 km dal confine con la provincia della Nuova Scozia, nella valle del fiume Petitcodiac.
Si trova in posizione centrale rispetto alle province marittime.

### Clima
Vi si trova un clima di tipo continentale, ma influenzato dalla vicinanza del mare e dalle correnti marittime.
L'inverno è secco e piuttosto piovoso (le precipitazioni nevose, che spesso cadono sotto forma di nevischio, non superano, tuttavia, i 30 centimetri circa), mentre le estati, pur non essendo particolarmente calde, presentano un alto grado di umidità.
In diversi mesi dell'anno quello di Moncton può apparire un clima più marittimo che continentale, come invece è in alcune estati o durante l'inverno. Le correnti marine hanno tuttavia una certa influenza sul clima della città e di altri centri abitati del Nuovo Brunswick. I giorni in inverno sono freddi ma generalmente soleggiati, e le estati mai torride.

## Storia
I primi abitanti della zona furono i nativi americani Acadiani, che praticavano la pastorizia. Furono deportati dagli inglesi al loro arrivo, intorno alla metà del XVIII secolo. Negli anni sessanta del Settecento si stanziò nel centro abitato un certo numero di tedeschi, di fede protestante, provenienti dalla Pennsylvania. Nella prima metà dell'Ottocento gli inglesi installarono cantieri navali e quindi grandi barche per il trasporto delle merci. L'industria navale declinò intorno al 1860, a causa della concorrenza con la linea ferroviaria.

## Monumenti e luoghi d'interesse
Sono presenti numerosi parchi pubblici:
- Centennial Park, nella parte ovest della città, ampio poco meno di 1 km² dotato di una spiaggia artificiale e di piste per il pattinaggio e per lo skateboard.
- Mapleton Park, esteso quasi 1,5 km² e molto vicino ad alcune autostrade canadesi.
- Irishtown Nature Park, nella parte settentrionale, tra due autostrade centrali. Si tratta di una riserva naturale molto estesa (circa 10 km²), uno dei più grandi parchi verdi urbani del Canada. È prevalentemente ad ambiente forestale e vi si praticano trekking e birdwatching.
- St. Anselme Park, vicino a Deppie, di piccole dimensioni, ospita uno dei pochi velodromi del Canada.
- Bore View Park
- Victoria Park, nel centro della città.

Nei dintorni si trovano diverse attrazioni naturali, tra cui la Collina magnetica una particolare roccia che da un'illusione ottica ai turisti.
- The Cape Jourimain National Wildlife Preserve.
- Dune de Bouctouche Irving Eco-Centre con una spiaggia.
- Cape Enrage, vicino alla cittadina di Alma, include reperti archeologici e scavi.
- Le Pays de la Sagouine, un parco a tema sugli acadiani, i nativi canadesi.
- Fort Beauséjour, dichiarato di interesse storico nazionale. Si trova presso Aulac.
- The Sackville Waterfowl Park, con mulinelli naturali e cascate.

### Università
La città è sede di università:
- Université de Moncton, la più grande università di lingua francese fuori dal Québec,con oltre 5000 studenti.
- Crandall University, già Atlantic Baptist University, istituto universitario battista di lettere, biologia, economia e teologia.
- University of New Brunswick, collegata all'ospedale cittadino e specializzata in radiologia e pediatria.

### Televisione
Moncton è il quartier generale di Cavo 9 in francese e di Cavo 10 in inglese.
- Channel 2
- Channel 7
- Channel 11
- Channel 27

## Sport
Sono presenti tre squadre di hockey su ghiaccio (Moncton Wildcats, Moncton Beavers e Moncton Aigles Bleu) e una di baseball (Moncton Mets), oltre a squadre di sport localmente minori (calcio, pallavolo).
La maggior parte delle competizioni degli sport di squadra sono ospitate dal Moncton Colosseum, di circa 6.000 posti, che ospita inoltre concerti e spettacoli ed esibizioni. La città ha ospitato importanti eventi sportivi:
- 1968 – Campionato canadese di baseball junior
- 1974, 1985 e 1992– Campionato canadese di pattinaggio artistico
- 1975 – Coppa Intercontinentale di baseball
- 1977 – "Skate Canada International" (skateboard)
- 1978 – CIS University Cup (hockey su ghiaccio)
- 1980 – Campionato mondiale maschile di curling
- 1982 – Campionati mondiali di short track 1982
- 1982 e 1983 – Coppa Universitaria CIS
- 1985 – Campionato "Labatt Brier" di curling
- 1997 – Campionato mondiale di baseball junior
- 2000 – Campionato canadese junior di curling
- 2004 – Campionato canadese di baseball
- 2006 – Memorial Cup di hockey
- 2007 – Coppa Universitaria CIS
- 2010 – Campionati del mondo juniores di atletica leggera

Nel 2008 è prevista nuovamente la "Coppa universitaria CIS" e nel 2009 il campionato mondiale maschile di curling.

## Economia
Nell'area è particolarmente sviluppato il turismo, grazie alla presenza di numerosi attrazioni naturali nei dintorni e di servizi turistici ben attrezzati. La città si trova inoltre a circa 1 ora dai due più grandi parchi nazionali canadesi il Fundy National Park e il Kouchibouguac National Park.

## Infrastrutture e trasporti
È soprannominata "città collegamento", in quanto centro dei trasporti marittimi e terrestri di tutto il Canada e sede della storica linea ferroviaria per il trasporto delle merci. A questi si aggiungono l'aeroporto internazionale di Moncton, metropolitane cittadine, linee ferroviarie e l'autostrada Route 2.